# جبل كلوريس
جبل كلوريس (بالإنجليزية: Chloris Mons)‏ هو أحد جبال كوكب الزهرة.

## الإحداثيات
45°24′S 294°36′E / 45.4°S 294.6°E

يقع في 45.4 درجة على العرض الجغرافي جنوباً وفي 294.6 درجة على الطول الجغرافي شرقاً.

## الأبعاد
القطر أو أطول بعد للتضاريس بالكيلومترات هو 180.0.

## حالة إعتماد الاسم
تم اعتماده من الجمعية العامة للاتحاد الفلكي الدولي (IAU).

## أصل التسمية
على اسم كلوريس، إلهة الأزهار في الأساطير الإغريقية.